# Welf Judith
Judith királyné, vagy más néven Iudit (? – 843. április 13.) I. (Jámbor) Lajos "német-római császár", aquitániai, itáliai és frank király második felesége volt.
Judith Welf gróf és a szász nemes lány Eigilwi vagy Heilwich lánya volt. 819-ben Aachenben kötött házasságot Lajossal. Két gyermekük született:
- Gizella (820-874. július 5.)
- Károly, a későbbi frank király

Judithot biztosították afelől, hogy fia is örököl egy részt a felosztott Frank Birodalomból három féltestvére mellett, akik Lajos első házasságából születtek. Az egyezség polgárháborút eredményezett Lajos és fiai közt. A lázadók házasságtöréssel vádolták meg Judithot és 830-ban poitiers-i kolostorba zárták. 833-tól 834-ig  Tortonába száműzték. Szent Martinban halt meg Toursban és ott is temették el.
Judith volt az idősebb Welf-ház első tagja, aki vezető szerepet töltött be a Frank Birodalomban. Akár Judith befolyásának tudható be, vagy a véletlen műve, az bizonyos, hogy a Lajossal kötött házassága utáni néhány évben több rokona is magas rangú tisztséget szerzett a birodalmi közigazgatásban. Nővére Hemma Német Lajoshoz, Jámbor Lajos első házasságából származó fiához ment hozzá 827-ben.